# Svojsíkův oddíl
Svojsíkův oddíl je čestnou jednotkou Junáka – českého skauta. Nese jméno po zakladateli českého skautingu, A. B. Svojsíkovi. Členství ve Svojsíkově oddíle se uděluje zasloužilým skautům jako vyznamenání za minimálně pětadvacetiletou práci pro hnutí.
Oddíl byl ustaven 14. března 1970 ze 134 zasloužilých členů, kteří byli skauty ještě v období první republiky. Prvním vůdcem oddílu byl Ladislav Filip. Jen po pár měsících fungování však v důsledku rozpuštění Junáka komunistickým režimem zanikl a byl obnoven až v průběhu sametové revoluce. Postupně se přijetím dalších členů jeho řady rozrostly na několik stovek.
Oddíl se dělí na družiny přibližně dle českých krajů. Nové členy jmenuje náčelní či náčelník Junáka po schválení výroční schůzí členů oddílu. Členem se nemohou stát bývalí členové KSČ ani jiných extremistických stran nebo spolupracovníci StB a Lidových milic. V jednom roce nesmí být za členy oddílu přijato více než 25 osob.
Členové oddílu mají právo nosit na kroji stužku a domovenku Svojsíkova oddílu a nemusí platit členské příspěvky.